# 2-es busz (Bük)
A büki 2-es jelzésű autóbusz a Gyógyfürdő, autóbusz-állomás és a Vegyesipari Ktsz. megállóhelyek között közlekedik.
Gyógyfürdő, autóbusz-állomás - 8634-es számú út - 8614-es számú út - Kossuth utca - Petőfi utca - Vegyesipari Ktsz.
| Megállóhely neve             | Megjegyzés                             |
| ---------------------------- | -------------------------------------- |
| Gyógyfürdő, autóbusz-állomás |                                        |
| Forrás üzletház              | Csak a Ktsz. felé állnak meg a buszok. |
| Autóbusz vt.                 | Néhány busz nem áll meg.               |
| OTP Bank                     |                                        |
| Vasútállomás                 | Néhány busz nem érinti.                |
| Vasútállomás, bejárati út    | Néhány busz megáll itt.                |
| Vegyesipari Ktsz.            |                                        |

A vonal forgalmát a 6615 Bük-gyógyfürdő - Csepreg - Und - Répcevis - Peresznye helyközi gyűjtő mezőben közlekedő autóbuszok látják el.